# Rémora blanc
Echeneis neucratoides
Espèce
Statut de conservation UICN

 DD  : Données insuffisantes
Le rémora blanc (Echeneis neucratoides) est un poisson pilote de la famille des Echeneidae.

## Répartition
Cette espèce se rencontre dans l'Atlantique occidental.

## Référence
- Zuiew, 1786 : Echeneidis nova species. Nova Acta Academiae Scientiarum Imperialis Petropolitanae. vol. 4, p. 275.